# Robert Joseph Paton Williams
Robert Joseph Paton Williams MBE FRS (25 de fevereiro de 1926) foi um químico inglês.

## Publicações
- com C. S. G. Phillips Inorganic Chemistry, Oxford University Press 1965
- com  J. J. R. Fraústo da Silva: The Chemistry of Evolution. The development of our Ecosystem, Elsevier 2006
- ___ The biological chemistry of the elements: the inorganic chemistry of life, 2ª Ed., Oxford University Press 2001 (zuerst 1991)
- Editor com John S. Rowlinson, Allan Chapman Chemistry at Oxford: a history from 1600 to 2005, Cambridge, Royal Society of Chemistry 2009
- Editor Bioinorganic chemistry: trace element evolution from anaerobes to aerobes, Springer 1998 (com B. Abolmaali)